# USS Lawrence (DDG-4)
Lo USS Lawrence (hull classification symbol DD-954, poi DDG-4) fu un cacciatorpediniere della United States Navy, entrato in servizio nel gennaio 1962 come parte della classe Charles F. Adams.
L'unità operò principalmente nelle acque dell'oceano Atlantico, venendo tuttavia più volte rischierata nel mar Mediterraneo e nell'oceano Indiano; nell'ottobre 1962 venne coinvolta negli eventi della crisi dei missili di Cuba, mentre tra il 1972 e il 1973 operò nell'ambito della guerra del Vietnam. Radiata dal servizio nel marzo 1990, venne infine avviata alla demolizione nel febbraio 1999.

## Storia

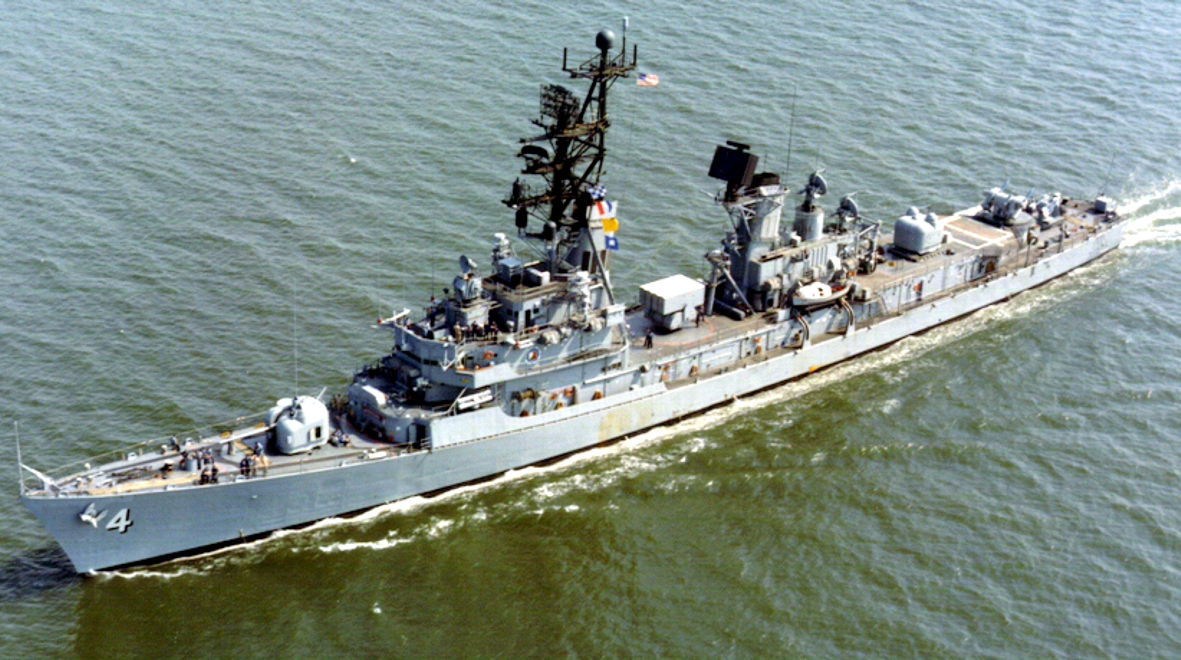
Il Lawrence ripreso in navigazione al largo della Virginia nel 1972

Impostata il 27 ottobre 1958 nei cantieri navali della New York Shipbuilding Corporation di Camden in New Jersey, la nave venne varata il 27 febbraio 1960 con il nome di Lawrence in onore di James Lawrence, capitano della U.S. Navy del XIX secolo caduto in combattimento nella guerra anglo-americana; madrina del varo fu Fernie C. Hubbard, pronipote di Lawrence. La nave entrò ufficialmente in servizio il 6 gennaio 1962, e dopo una crociera inaugurale nella regione dei Grandi Laghi fu messa in forza all'United States Atlantic Fleet e stanziata nella base di Norfolk.
Nell'ottobre 1962 il Lawrence fu impegnato negli eventi della crisi dei missili di Cuba, assegnato al gruppo navale statunitense incaricato di imporre il blocco navale a Cuba e impedire l'arrivo sull'isola di missili e armamenti sovietici. Il 26 ottobre il Lawence e il cacciatorpediniere USS MacDonough iniziarono a tallonare la Grozny, una petroliera sovietica diretta a Cuba; dopo che, il 27 ottobre, la nave ebbe ignorato svariate segnalazioni da parte delle unità statunitensi perché invertisse la rotta o si fermasse per essere ispezionata, si aprì una dura discussione al Pentagono tra il Capo delle operazioni navali ammiraglio George Whelan Anderson Jr., intenzionato ad applicare le regole d'ingaggio previste per il blocco e a impiegare le armi per fermare la petroliera, e il Segretario della Difesa Robert McNamara, che invece voleva evitare il più possibile il ricorso alle armi per paura di innescare un conflitto con i sovietici. Alla fine la crisi rientrò dopo che il Lawrence ebbe sparato alcuni colpi d'avvertimento davanti alla prua della Grozny, inducendo così la petroliera a invertire la rotta e ad allontanarsi da Cuba.
Concluse le operazioni a Cuba e rientrato a Norfolk, il Lawrence salpò il 6 febbraio 1963 per la sua prima traversata dell'oceano Atlantico, unendosi alle United States Sixth Fleet per operare nelle acque del mar Mediterraneo fino al luglio seguente, quando rientrò in patria; un secondo schieramento nel Mediterraneo fu portato a termine tra l'aprile e l'agosto 1964, prima che la nave si sottoponesse a estesi lavori di manutenzione a Norfolk. I rischieramenti in forza alla Sixth Fleet divennero poi attività di routine del Lawrence, con sei crociere nel Mediterraneo e nelle acque europee portate a termine tra il 1965 e il 1971. Tra il 1972 e il 1973 il Lawrence fu invece schierato al largo delle coste dell'Indocina per prendere parte alle operazioni della guerra del Vietnam, portando a termine bombardamenti di artiglieria in supporto ai reparti a terra e missioni di sorveglianza per soccorrere i piloti degli aerei statunitensi abbattuti in mare durante le missioni sul Vietnam del Nord. Concluso l'impiego nelle acque asiatiche il Lawrence tornò a Norfolk, portando pi a termine altri due schieramenti nel Mediterraneo nel 1977-1978 e nel 1979, e due schieramenti nel Golfo Persico e nell'oceano Indiano nel 1980 e nel 1983.
Nel 1986 il Lawrence portò a termine il periplo dell'America meridionale, visitando vari porti in Venezuela, Colombia, Ecuador, Peru, Cile, Uruguay e Brasile e svolgendo esercitazioni con le marine militari locali. La nave fu infine radiata dal servizio il 30 marzo 1990; lo scafo venne venduto per la demolizione nell'aprile 1994, ma tornò nel possesso della U.S. Navy nell'ottobre 1996 dopo il fallimento del cantiere che si era aggiudicato i lavori. Dopo altri due anni in custodia della U.S. Navy, lo scafo fu venduto una seconda volta nel febbraio 1999 e avviato alla demolizione.